# Piet Kerssens
Petrus Lucas (Piet) Kerssens ('s-Hertogenbosch, 7 maart 1921 – Rosmalen, 26 oktober 1944) was een Nederlands verzetsstrijder. Hij stierf bij de bevrijding van Den Bosch.

## Arrestaties en ontsnappingen
Piet Kerssens vertrok met Jan Meyer uit Den Bosch met de bedoeling naar Canada of Amerika te gaan. Kerssens was pas 18 jaar, Jan Meyer drie jaar ouder. Ze kwamen echter in Kamp Miranda terecht. Een week eerder waren Cees Droogleever Fortuyn en Louis d'Aulnis aangekomen en zij raakten gauw bevriend.
Al de eerste dag vroeg Kerssens om crediet bij de cantinebaas, die dacht met een Engelsman te maken te hebben en hem dus geld leende. Engelsen kregen via de ambassade veel meer geld dan de Nederlandse gevangenen. Kerssens en Meyer kregen diezelfde avond ruzie met de Engelsen, die regelmatig voordrongen in de kantine.
Al gauw bleek dat Kerssens wilde proberen te ontsnappen. Via de keuken lukte het Kerssens en Meyer op de buitenmuur te komen. Bij het naar beneden springen verzwikte Meyer zijn voet, maar ze bereikten een dorp aan de spoorlijn naar Madrid, zo vervolgden zij hun weg naar de Spaanse hoofdstad. Ze mengden zich in de trein met enkele Duitse musici, stapten met hen uit bij het Estacíon del Norte in Madrid en gingen in de groep mee naar het Palace Hotel.
Van de consul-generaal kregen ze ieder 500 peseta's. Nog voor ze de stad uit waren, werden ze gearresteerd en naar de Sirecciob-General de Securidad gebracht. Daar ontsnapte Kerssens via de binnenplaats. Op het station klom hij op een trein en vervolgde zijn weg naar Lissabon. Vlak voor de grens werd hij ontdekt. Hij vluchtte, schudde zijn achtervolgers van zich af en moest nog 20 kilometer lopen om de Portugese grens te bereiken. Onderweg werd hij ontdekt door twee stationbewakers, die deden alsof ze hem wilden helpen, maar hem op de trein naar Madrid zetten. In de trein werd hij door twee rechercheurs geboeid. Toen een van hen in slaap viel en de andere buiten de coupé was, klom hij het dak van de trein op. Net op dat moment maakte de trein een bocht zodat Kerssens van de trein afgleed. Nog steeds geboeid liep hij verder. Bij een schaapskooi doorbrak een herder de ketting, waarna hij zijn boeien los kon maken. Tijdens een rustpauze werd hij door een boer gezien en verraden. Terug in Madrid werd hij naar de gevangenis Santa Rita gebracht. De omstandigheden in dit kamp waren slecht, er was geen eten en er heerste vlektyphus. Het lukte de consul-generaal hem te laten overplaatsen naar Irun, waar hij Jan Meyer weer tegenkwam. Ze waren ongeveer twee weken geleden uit Miranda ontsnapt, en nu kwam Kerssens er weer terug, en enkele dagen laten Meyer ook. Kerssens werd drie weken opgenomen in het hospitaal.
Kerssens was een opvallende kampbewoner. Hij was gul en deelde zijn eten met anderen. Hij dreef handel in koekjes, blikjes paté en zelfs in horloges en kleding. Hij raakte ook zeer bevriend met Fons Melissen uit Breda. Hij had er een goed leven tot de dag dat hij na acht weken het kamp zou verlaten, de dag waarop iemand zijn broek met een muntenverzameling stal. Hij verliet Miranda daardoor met een schuld van 800 peseta's.
Toen Kerssens Madrid bereikte, sloot hij zich aan bij de andere Nederlanders die in hotel Falagan woonden, daar op een visum wachtten en zich verveelden. Op een dag werd Kerssens op straat aangehouden met een prostitué die syphillis bleek te hebben. Omdat hij zich verzette, werd hij gearresteerd en opgesloten. De consul-generaal slaagde erin hem na drie dagen weer vrij te krijgen.

## Monument
Kerssens werd door een Duitse sluipschutter op de Wilhelminabrug in 's-Hertogenbosch neergeschoten, hoewel hij een Rode Kruisvlag in de hand had en bezig was een gewonde Britse militair te helpen. Een dag later overleed hij in het veldhospitaal in Rosmalen. Op de brug is een stenen plaat aangebracht, die Kerssens herdenkt.